# Glam Media
Glam Media Inc. war ein amerikanisches Internet-Unternehmen mit Hauptsitz in Brisbane in der Nähe von San Francisco. Es widmete sich Themen wie Mode, Gesundheit und Lifestyle. Mit der Glam Media GmbH besaß es einen deutschen Ableger, der Mitte 2008 als Joint Venture mit der Burda-Tochter Burda Cross Media gegründet wurde.
Die Website Glam.com (in Deutschland de.glam.com) war das Flaggschiff von Glam Media und bestand aus zahlreichen Partnersites, die redaktionell betreut und in einem Front-end zu einer Plattform mit einheitlichem Aussehen zusammengeführt wurden.
Ende 2008 hatte das Glam-Netzwerk in den USA mit 52 Millionen Besuchern Platz 9 der Web-Angebote erreicht, weltweit hatte man 110 Millionen Besucher. Im deutschsprachigen Internet war Glam zu diesem
Zeitpunkt Spitzenreiter bei der Zielgruppe der Frauen. Ebenfalls auf Deutschland bezogen kam Glam im November 2009 auf 8,7 Millionen Besucher und war von Januar bis November 2009 nach Facebook die am schnellsten wachsende Website.
2014 wurde Glam Media in Mode Media umbenannt.
Am 1. April 2016 wurde Samir Arora als CEO durch den ehemaligen Glam Media Vertriebsleiter Jack Rotolo als CEO ersetzt. Am 15. September 2016 schaltete Mode Media seine Operationen abrupt ab. Zu Beginn 2017 wurde Mode Media in Japan erneut mit Samir Arora als Chairman gestartet.

## Geschichte und Unternehmenskonzept
Die Anfänge von Glam Media reichen zurück in die Jahre 2002 und 2003. Schlüsselfigur des Unternehmens ist von Anfang an der aus Neu-Delhi stammende Internet-Unternehmer Samir Arora. Der zunächst bei Apple Computer bis 1993 mit der Entwicklung interaktiver Medien befasste Samir Arora hatte später die Unternehmen Rae Technology und NetObjects gegründet, das 1996 mit NetObjects Fusion eines der ersten Webdesign-Programme auf den Markt brachte.
Eine Gruppe von schon bei Apple Computer und NetObjects mit Arora zusammen arbeitenden IT-Veteranen wurde ergänzt um Personen wie Carl Portale, den ehemaligen Herausgeber von Elle und Harper’s Bazaar, und Susan Kare, einer Screen Designerin, die ebenfalls bereits für Apple und NetObjects tätig war.
Die der Gründung und dem Web-Auftritt bis heute zugrunde liegende Idee ist, das Look and Feel von gedruckten Magazinen zu imitieren, um so die große Benutzergruppe Frauen zu gewinnen. Durch Marktanalysen sei festgestellt worden, dass es einen Mangel an spezifisch an Frauen gerichteten Internet-Angeboten gebe, dabei würden Frauen über drei Viertel der Kaufkraft in Deutschland verfügen.
Eine weitere tragende Säule des Konzepts ist die Bündelung zahlreicher eigenverantwortlicher Websites und Blogs von Partnern, die in die Website Glam.com eingebunden und über diese vermarktet werden. Umgekehrt werden Anzeigen von Glam zentral akquiriert und mit einheitlichem Erscheinungsbild nach „unten“ in die Partner-Websites transferiert. Der für das Deutschland-Geschäft verantwortliche Vice President Ralf Hirt bezeichnete Glam im Juli 2008 als sogenannten „Web-hub“.
Theoretischer Hintergrund dieses Geschäftsmodells sind Marketing-Untersuchungen zum sogenannten „mid tail“ oder „long tail“, denen zufolge sich ein erhebliches Potential im Internet in unzähligen Nischen, hier: mittelgroßen und kleinen Websites und Blogs „verläuft“. Glam Media verortet sich bei diesem Modell im „mid-tail“, nach anderen Quellen auch noch im „long tail“.
Neben den „Zulieferern“ gibt es eigene redaktionelle Beiträge, in Deutschland zum Start der deutschsprachigen Angebote allerdings noch weniger zahlreich.

## Glam USA
Im Dezember 2008 hatte Glam in USA mit 61 Millionen "unique users" Platz 9 in der Reichweiten-Statistik der Internet-Angebote erreicht. Im Mai 2008 lag Glam in USA mit einer Reichweite von 41 Millionen „unique users“ auf Platz 14 der erfolgreichsten Internet-Angebote. Im Januar 2008 hatte man noch Rang 28 belegt.
Nachdem Gründer Samir Arora mit seiner eigenen Investmentgesellschaft „Information Capital LLC“ für eine Anschubfinanzierung gesorgt hatte, spülten mehrere Finanzierungsrunden, welche die einschlägigen Investmentbanken wie die Bank of America und Allen & Company organisierten, reichlich Geld in die Kassen. Die letzte Runde erbrachte zusätzlich zu vorher bereits investierten 30 Millionen nochmals 85 Millionen US-Dollar. Dadurch ergab sich bereits im Februar 2008 eine Bewertung von 500 Millionen US-Dollar.
Umsatzzahlen sowie verlässliche Zahlen über Gewinn oder Verlust wurden bisher nur durch Gerüchte, Verlust von vertraulichen Dokumenten oder Prognosen des Unternehmens selbst bekannt.
In den Jahren 2007 und 2008 warb Glam Media mehrere profilierte Top-Leute von anderen digitalen und Printmedien ab, unter anderem John Trimble von der Fox Broadcasting Company und Joe Lagani vom House & Garden Magazin der Condé Nast Gruppe. Im Juli 2008 konnte mit Michael Adait gar ein hochrangiger Finanzmanager von Google abgeworben werden.
Die internationale Expansion startete 2008 mit Großbritannien und Deutschland.
Das Geschäftsmodell von Glam Media führte in USA zu heftigen Diskussionen, nicht zuletzt weil Glam die Konkurrenzangebote wie iVillage oder AOL Living schnell überholt hatte. Insbesondere ist umstritten, ob der Traffic auf den Partner-Sites als Glam-eigener Traffic gewertet werden dürfe, wie es ComScore macht.
Die Diskussion verläuft unter den Stichworten „Distributed Media“ (von der FAZ „verteiltes Media-Netzwerk“ übersetzt) beziehungsweise „Vertical Content Network“, beides Begriffe, die die Repräsentanten von Glam benutzen, auf der einen Seite, oder ein Werbenetzwerk („ad network“) vergleichbar Google AdSense, wie es die Kritiker sehen, auf der anderen Seite. 
Der Medienforscher Jeff Jarvis sieht „im noch nicht einmal perfekten“ Glam Netzwerk den Prototyp eines neuen Medienmodells: „ein großes Publikum wird schnell und mit geringen Kosten erreicht“.
Der Werbewirtschaft scheint die für Nicht-Marketingfachleute schwer durchschaubare Diskussion ohnehin gleichgültig zu sein, und auch Analyst Greg Sterling kommentierte laut CNN Money: “Glam hat die Reichweite. Also kann ich den Sinn der Diskussion, ob sie eine eigene Destination oder ein Netzwerk sind, nicht ganz einsehen.”

## Glam Deutschland
Die Glam Media GmbH wurde im Juli 2008 auf der Berlin Fashion Week als Joint Venture mit Burda Cross Media vorgestellt. Die Burda-Tochter für digitale Medien war bereits Anfang 2008 als Investor an Glam Media, USA, mit einer Beteiligung im "einstelligen Prozentbereich" eingestiegen und hatte dem für Cross Media zuständigen Burda-Vorstand Christiane zu Salm einen (nicht stimmberechtigten) Sitz im Glam-Aufsichtsrat beschert. Im März 2009 wurde gemeldet, dass Burda seinen Anteil an der Glam Media GmbH auf 49 % aufstockt und dafür "einen niedrigen einstelligen Millionenbetrag" investiere. Damit erhöhe sich auch die Beteiligung an der amerikanischen Muttergesellschaft.
Zum Geschäftsführer von Glam Media GmbH wurde Ralf Hirt ernannt, Vice President der amerikanischen Muttergesellschaft und für den internationalen Ausbau verantwortlich. Der gebürtige Stuttgarter Ralf Hirt war vor seinem Glam-Engagement bei DoubleClick tätig. Zum Start erwarb Glam Media die Münchener Agentur Codex Media GmbH, deren Gründerin Katja Dalhöfer zur Vertriebsleiterin in Deutschland gemacht wurde. 
Zu den Partnern, die Glam für den Anfang in Deutschland gewinnen konnte, zählen Mode-Websites wie luxusbabe.de, burdastyle.com, deluxe-label.de, stylinrooms.de, mehrere Klatschseiten, aber auch kulturelle Angebote wie fuenf-filmfreunde.de, die Foto-Website danielawagner.com sowie Koch-, Food- und Öko-Angebote wie gutekueche.de und .
Im Februar 2009 vermeldete die Frankfurter Allgemeine Sonntagszeitung, Glam habe bei der Zielgruppe „Frauen“ im deutschsprachigen Internet bereits die größte Reichweite. Im gleichen Bericht kamen Glam-Partner zu Wort, die von „technischen Anlaufschwierigkeiten“ berichteten, aber auch von Anzeigeerlösen, die „sehr hoch“ seien.
Der Umsatz für Deutschland wurde von Burda im März 2009 mit "im einstelligen Millionenbereich" angegeben.